# Parocneria raddei
Parocneria raddei är en fjärilsart som beskrevs av Hugo Theodor Christoph 1885. Parocneria raddei ingår i släktet Parocneria och familjen tofsspinnare. Inga underarter finns listade i Catalogue of Life.